# Cards Against Humanity
Cards Against Humanity est un jeu d'ambiance fondé sur le jeu du cadavre exquis dans lequel les joueurs remplissent des énoncés complets en utilisant des mots ou des phrases généralement considérées comme offensantes ou politiquement incorrectes présentées sur des cartes à jouer.

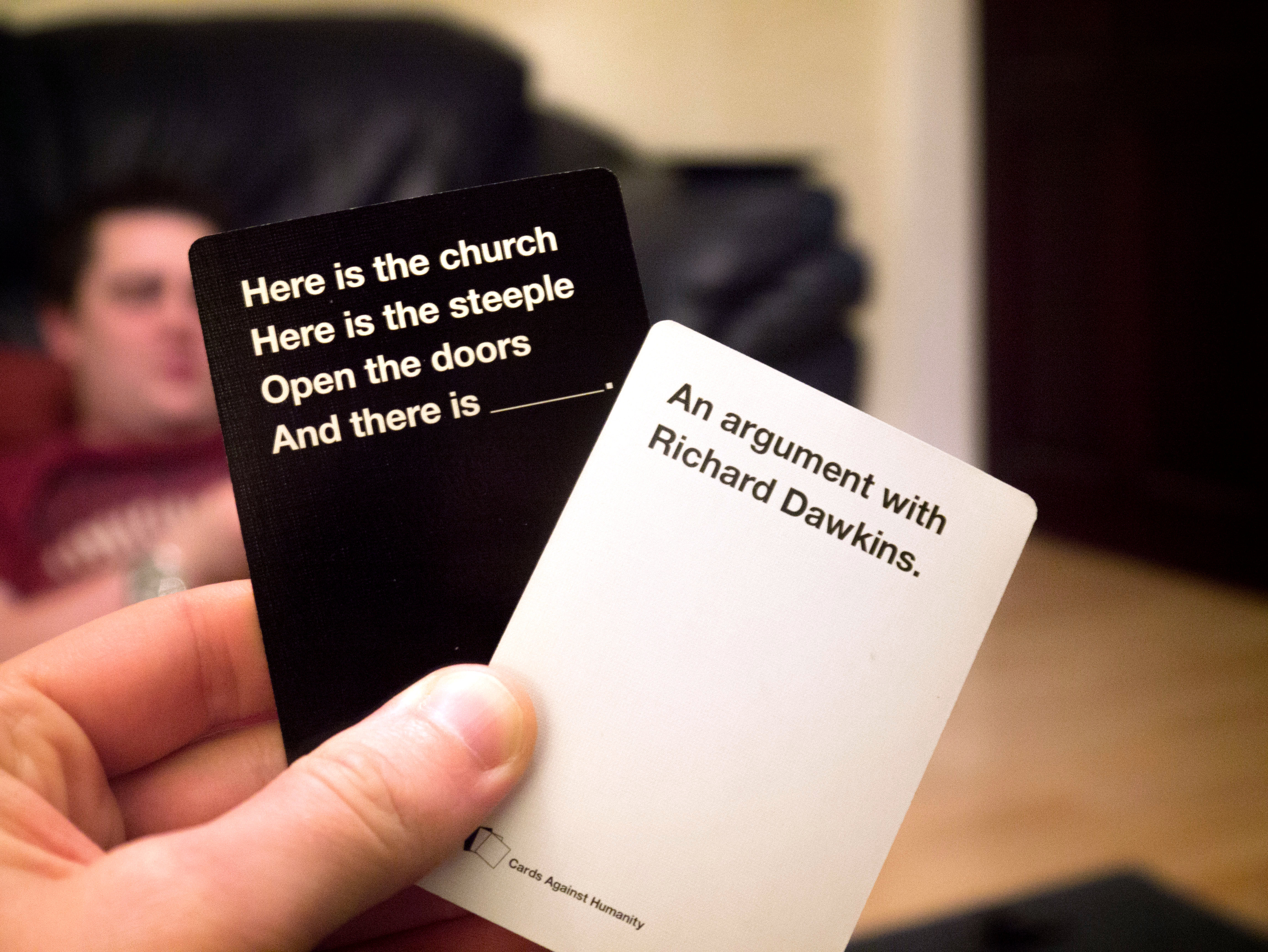
Une carte « question » noire et une carte « réponse » blanche.

Le jeu est disponible en téléchargement gratuit, sous licence Creative Commons BY-NC-SA, afin que les joueurs puissent imprimer et créer leurs propres cartes, mais également à l'achat déjà imprimé. 
En plus de deux traductions en français (une française et une québécoise) disponibles sur le site internet du jeu, deux jeux français se sont largement inspirés du concept original en éditant leur propres cartes : Blanc-Manger Coco et Limite Limite.
Au Québec, ce jeu a également inspiré l'osti d'jeu, publié par Randolph en 2014.